# Куосман, Вильям Вильямович
Вильям Вильямович Куо́сман (англ. William Steen Kuosman) (1907—1982) — советский конструктор.

## Биография
Американец финского происхождения. Родился в Пенсильвании. В начале 1930-х годов приехал в СССР работать на ГАЗе, принял советское гражданство.
В 1937 году сослан на Север и несколько лет работал на лесозаготовках.
С 1943 года инженер, старший научный сотрудник института механизации и электрификации лесной промышленности ЦНИИМЭ (Химки).
Один из конструкторов электропилы ВАКОПП, которая питалась от переносной электростанции (1943—1945), и усовершенствованной высокочастотной пилы ЦНИИМЭ К-5 (1949).
Сталинская премия второй степени (1949) — за разработку и внедрение в лесную промышленность новых типов электропил
В середине 70-х годов вместе с женой реэмигрировал в США, где и умер (Аламеда, Калифорния).

## Сочинения
- Электромоторная пила ЦНИИМЭ-К6 [Текст] / В. В. Куосман, А. П. Полищук. — Москва ; Ленинград : Гослесбумиздат, 1958. — 55 с. : ил.; 22 см. — (Б-чка механизатора. Практическое руководство; № 12).
- Куосман, В. В. и Полищук, А. П. Универсальные пильные цепи. М.-Л., Гослесбумиздат, 1957. 44 с. с илл. 22 см. (Б-чка механизатора).